# Ferrari 312P
Ferrari 312P är en sportvagn, tillverkad i två versioner av den italienska biltillverkaren Ferrari mellan 1969 och 1973.

## 312P
1968 ändrade FIA reglementet för sportvagnsprototyperna och begränsade motorstorleken till tre liter. Därmed uteslöts Ferraris fyralitersbil och stallet valde att dra sig ur sportvagnsserien under säsongen för att ta fram en ny, konkurrenskraftig bil. Till 1969 presenterades 312P. Den nya trelitersbilen var närmast en formel 1-bil med heltäckande kaross.
312P kunde inte konkurrera med Ford och Porsche i GT-klassen och till 1970 valde Ferrari att bygga en egen femlitersbil, 512.

## 312PB
Redan under 1970 meddelade FIA att femlitersbilarna skulle förbjudas efter 1971 och att motorstorleken åter skulle begränsas till tre liter. Ferrari valde att ta fram en ny trelitersbil redan till säsongen 1971. Bilen kallas allmänt 312PB, för att skilja den från företrädaren. Återigen hämtades det mesta av tekniken från den samtida F1-bilen, inklusive motorn. För att sänka tyngdpunkten var motorn flat. Det var dock ingen ”äkta” boxermotor, utan en V-motor med 180° mellan cylinderbankarna. Boxermotorn har en egen vevaxelbult för varje vevstake, men i V-motorer delar två vevstakar på samma vevaxelbult.

## Tekniska data
| Tekniska data               | 312 P                                                                 | 312 PB                                                                |
| --------------------------- | --------------------------------------------------------------------- | --------------------------------------------------------------------- |
| Motor:                      | 12-cylindrig 60° V-motor                                              | 12-cylindrig 180° V-motor                                             |
| Cylindervolym:              | 2990 cm³                                                              | 2991 cm³                                                              |
| Borrning x slaglängd:       | 77,0 x 53,5 mm                                                        | 78,5 x 51,5 mm                                                        |
| Kompression:                | 11,0:1                                                                | 11,5:1                                                                |
| Max effekt vid varvtal:     | 430 hk vid 9 800 v/min                                                | 460 hk vid 10 800 v/min                                               |
| Ventilstyrning:             | Dubbla överliggande kamaxlar per cylinderrad, 4 ventiler per cylinder | Dubbla överliggande kamaxlar per cylinderrad, 4 ventiler per cylinder |
| Bränslesystem:              | Lucas bränsleinsprutning                                              | Lucas bränsleinsprutning                                              |
| Växellåda:                  | 5-växlad manuell                                                      | 5-växlad manuell                                                      |
| Hjulupphängning fram & bak: | Dubbla tvärlänkar, skruvfjädrar                                       | Dubbla tvärlänkar, skruvfjädrar                                       |
| Bromsar:                    | Hydrauliska skivbromsar                                               | Hydrauliska skivbromsar                                               |
| Chassi & kaross:            | Monocoque med hjälpram, plastkaross                                   | Monocoque med hjälpram, plastkaross                                   |
| Hjulbas:                    | 237 cm                                                                | 222 cm                                                                |
| Torrvikt:                   | 680 kg                                                                | 665 kg                                                                |

## Tävlingsresultat

### Sportvagns-VM 1969
Säsongen 1969 dominerades av kampen mellan Ford GT40 och Porsche 917. Ferraris bästa resultat blev en andraplats vid Sebring 12-timmars för Mario Andretti och Chris Amon.
I världsmästerskapet slutade Ferrari på en fjärdeplats

### Sportvagns-VM 1970
1970 körde fabriksstallet med den större 512-modellen. 312:orna överläts till privatstall som inte kunde konkurrera med femlitersbilarna.

### Sportvagns-VM 1971
1971 blev en testsäsong för den nya 312PB. Återigen fick Ferrari se sig slagna av de stora femlitersbilarna och säsongens bästa resultat blev en andraplats vid Brands Hatch 1000 km för Clay Regazzoni och Jacky Ickx.
Det här året slutade Ferrari trea i mästerskapet.

### Sportvagns-VM 1972
Till säsongen 1972 gjorde Ferrari en jättesatsning för att åter vinna VM. Stallet engagerade alla de bästa sportvagnsförarna, däribland Ronnie Peterson som vann två lopp, Buenos Aires 1000 km och Nürburgring 1000 km, tillsammans med Tim Schenken. Peterson och Schenken kom dessutom tvåa i ytterligare fyra lopp.
Ferrari vann mästerskapet överlägset efter att ha vunnit alla lopp man ställde upp i, tio av säsongens elva lopp. Ferrari stod över Le Mans 24-timmars, eftersom man inte räknade med att F1-motorn skulle hålla hela distansen ut.

### Sportvagns-VM 1973
Efter kraftansträngningen året innan gick det sämre 1973. Stallet lyckades dock ta två dubbelsegrar under säsongen. På Monza 1000 km vann Jacky Ickx och Brian Redman före Carlos Reutemann och Tim Schenken och på Nürburgring 1000 km vann Jacky Ickx och Brian Redman före Carlos Pace och Arturo Merzario.
I mästerskapet slutade Ferrari tvåa efter Matra.
Säsongen 1973 blev Ferraris sista i sportvagns-VM och man valde att koncentrera resurserna på formel 1.